# Manoel Tavares
Manoel Tavares Barbosa (* 30. Mai 1933 in Cafelândia, São Paulo; † 24. November 2020 in Guadalajara, Mexiko), auch bekannt unter dem Spitznamen Neco (in Brasilien der Kurzname für Manoel), war ein brasilianischer Fußballspieler auf der Position eines Stürmers.

## Laufbahn
Neco begann seine Profikarriere 1950 bei Botafogo de Ribeirão Preto. 1957 wurde er vom FC São Paulo verpflichtet, bei dem er bis 1960 unter Vertrag stand.
Anschließend wechselte er in die mexikanische Liga, wo er in der Saison 1962/63 entscheidenden Anteil am Gewinn des einzigen Meistertitels in der Vereinsgeschichte des Club Deportivo Oro hatte. Nach dem vorletzten Spieltag nahm Oro den zweiten Platz in der Tabelle mit einem Punkt Rückstand auf den Stadtrivalen und Meister der vorangegangenen vier Spielzeiten, Chivas Guadalajara, ein. Somit brauchte Oro im direkten Duell mit Chivas am letzten Spieltag einen Sieg, um selbst noch Meister werden zu können. Nach einer verunglückten Abwehr des Chivas-Torhüters Tubo Gómez, der bei dieser Szene nach eigener Aussage von dem Oro-Spieler Rogelio González Navarro entscheidend behindert worden war, erzielte Neco das spielentscheidende Tor zum 1:0-Erfolg.
Neco beendete seine aktive Laufbahn beim mexikanischen CF Laguna.

## Erfolge
- Mexikanischer Meister: 1963
- Mexikanischer Supercup: 1963